# Еврозона
Еврозона се нарича групата от страни членки на Европейския съюз, които са приели еврото за своя официална валута. Европейската централна банка определя монетарната политика на страните от еврозоната. Създадена е през 1999 г.

## История
При създаването на еврозоната в нея влизат 11 страни от Европейския съюз.
След 8 юли 2025 г. еврозоната включва 21 страни: Австрия, Белгия, България, Германия, Гърция, Естония, Ирландия, Испания, Италия, Кипър, Латвия, Литва, Люксембург, Малта, Нидерландия, Португалия, Словакия, Словения, Финландия, Франция и Хърватия.
Някои от териториите на страните членки имат специален статус по отношение прилагането на правните норми на ЕС: едни използват еврото, други – не. (Вижте Специални територии на Европейския съюз)
Шесте членки на ЕС извън еврозоната са Дания, Полша, Румъния, Унгария, Чехия и Швеция. Те продължават да използват собствените си национални валути, въпреки че всички с изключение на Дания са задължени да се присъединят, след като изпълнят критериите за конвергенция на еврото.
Андора, Ватикана, Монако и Сан Марино, които не са членки на Евросъюза, имат официални споразумения с ЕС за използване на еврото като тяхна официална валута и емитиране на собствени монети. Освен това Косово и Черна гора приеха еврото едностранно, вместо да използват собствени валути. Тези шест държави обаче нямат представителство в нито една институция на еврозоната.
| Страна      | Приета (1 януари) | Население 2021 г. | С изключение на                                 |
| ----------- | ----------------- | ----------------- | ----------------------------------------------- |
| Австрия     | 1999              | 8 932 664         |                                                 |
| Белгия      | 1999              | 11 554 767        |                                                 |
| България    | 2026              | 6 445 481         |                                                 |
| Германия    | 1999              | 83 155 031        |                                                 |
| Гърция      | 2001              | 10 678 632        |                                                 |
| Естония     | 2011              | 1 330 068         |                                                 |
| Ирландия    | 1999              | 5 006 324         |                                                 |
| Испания     | 1999              | 47 398 695        |                                                 |
| Италия      | 1999              | 59 236 213        | Кампионе д'Италия                               |
| Кипър       | 2008              | 896 007           | Севернокипърска турска република                |
| Латвия      | 2014              | 1 893 223         |                                                 |
| Литва       | 2015              | 2 795 680         |                                                 |
| Люксембург  | 1999              | 634 730           |                                                 |
| Малта       | 2008              | 516 100           |                                                 |
| Нидерландия | 1999              | 17 475 415        | Кюрасао Синт Мартен Карибска Нидерландия        |
| Португалия  | 1999              | 10 298 252        |                                                 |
| Словакия    | 2009              | 5 459 781         |                                                 |
| Словения    | 2007              | 2 108 977         |                                                 |
| Финландия   | 1999              | 5 533 793         |                                                 |
| Франция     | 1999              | 67 656 682        | Нова Каледония Френска Полинезия Уолис и Футуна |
| Хърватия    | 2023              | 4 036 355         |                                                 |
| Еврозона    | Еврозона          | 353 042 870       |                                                 |

## Критерии за присъединяване на нови държави
Нови държави могат да се присъединят към еврозоната, ако постигнат висока степен на устойчива икономическа конвергенция, т.е. икономиките им да бъдат в състояние да не изостават от онези, които вече използват еврото. Икономическата конвергенция се измерва с напредъка по отношение на: ценовата динамика, т.е. инфлацията; бюджетното салдо и държавния дълг; обменните курсове; дългосрочните лихвени проценти. Изпълнението на критериите за конвергенция в даден момент не е достатъчно – те трябва да бъдат постигнати трайно.
Важни са и правните изисквания – например националното законодателство да бъде съвместимо с Договорите и по-специално с Устава на Европейската система на централните банки и на Европейската централна банка.

## Икономика на еврозоната

### Криза в еврозоната
Кризата в еврозоната започна от Гърция през 2009 г. и обхвана целия блок. Последната засегната страна е Кипър. Кризата доведе до изливане на около половин трилион долара като спасителни заеми за закъсали страни и наложи безпрецедентни мерки за икономии. Резултатът бе рецесия и рекордна безработица.
БВП на страните от еврозоната се е понижил с 0,2% през първото тримесечие на 2013 г. спрямо предходното тримесечие и с 1% на годишна база. Това е спад за шесто поредно тримесечие. С най-голям спад на годишна база са Гърция и Кипър, както и Португалия

Годишната инфлация в еврозоната за 2012 година е 2,5%. През април 2013 г. тя падна до 1,2% на годишна база.
Безработицата през март 2013 г. достигна рекордното ниво от 12,1%. Тя е най-висока в Испания (26,7%), Португалия (17,5%), като данните за Гърция сочат ниво от 27%. 